# Зибелдинген
Зибелдинген (њем. Siebeldingen) општина је у њемачкој савезној држави Рајна-Палатинат. Једно је од 74 општинска средишта округа Зидлихе Вајнштрасе. Према процјени из 2010. у општини је живјело 1.027 становника. Посједује регионалну шифру (AGS) 7337073.

## Географски и демографски подаци
Зибелдинген се налази у савезној држави Рајна-Палатинат у округу Зидлихе Вајнштрасе. Општина се налази на надморској висини од 163 метра. Површина општине износи 6,1 km². У самом мјесту је, према процјени из 2010. године, живјело 1.027 становника. Просјечна густина становништва износи 169 становника/km².